# Megalovis
Megalovis è un genere estinto di mammiferi artiodattili, appartenente ai bovidi. Visse tra il Pliocene superiore e il Pleistocene superiore (circa 3-0,1 milioni di anni fa) e i suoi resti fossili sono stati ritrovati in Europa e in Asia.

## Descrizione
Questo animale doveva essere vagamente simile all'attuale bue muschiato, anche se non possedeva l'insolita specializzazione delle corna della forma odierna; queste, infatti, assomigliavano a quelle delle capre. Megalovis, di grandi dimensioni, possedeva una fronte piatta, molto larga nella regione fra le orbite; nella parte posteriore erano presenti due corna piuttosto corte, dalla sezione circolare alla base, molto inclinate lateralmente e leggermente all'indietro. Le corna si incurvavano verso l'alto e in avanti. Erano presenti delle fosse lacrimali molto profonde. Gli intermascellari erano simili a quelli del bue muschiato, con rami montanti forti. La dentatura era moderatamente ipsodonte (a corona alta). Il metacarpo era tarchiato, così come omero e radio. 

## Classificazione
Il genere Megalovis venne istituito nel 1923 da Schaub, sulla base di resti fossili ritrovati in Francia in terreni del Plio-Pleistocene. La specie tipo è Megalovis latifrons. A questo genere sono state poi attribuite altre specie, come M. guangxiensis del Pleistocene superiore della Cina e M. balcanicus del Pleistocene inferiore del Montenegro. Fossili di Megalovis, benché rari, sono stati ritrovati anche in Germania, Italia, Bulgaria e Spagna. 
Questo animale non gode di una classificazione molto chiara: la forma del corpo richiama quella del bue muschiato, mentre altre caratteristiche craniche (i denti, le corna) sono più simili a quelle delle capre. Megalovis è infatti conosciuto anche con il nome comune di capra gigante, anche se impropriamente. Revisioni più recenti indicherebbero che questo animale potrebbe essere stato un membro degli Ovibovini, rappresentati attualmente dal bue muschiato.

## Paleoecologia
È possibile che Megalovis fosse un animale alpino e solitario, che si nutriva di materiale vegetale relativamente coriaceo.